# Maurice Lucas
Maurice D. "Mo" Lucas (Pittsburgh, Pensilvania, 18 de febrero de 1952-Portland, Oregón, 31 de octubre de 2010) fue un jugador de baloncesto estadounidense cuya trayectoria profesional transcurrió a lo largo de las décadas de los años 70 y 80, disputando 14 temporadas entre ABA y NBA. Fue 5 veces All-Star y Campeón de la NBA en 1977. También fue entrenador asistente en los Portland Trail Blazers de la NBA.

## Carrera

### Universidad
Lucas jugó para la Universidad de Marquette durante dos años, liderando a los Golden Eagles, y llevándoles a la final del campeonato de la NCAA en 1974. No ganaron el título, pero Lucas jugó los 40 minutos del partido, anotando 21 puntos y capturando 13 rebotes.

### Profesional

#### ABA
Fue elegido en la 14.ª posición del Draft de la NBA de 1974 por Chicago Bulls. Sin embargo, prefirió jugar en la entonces liga rival, la ABA, fichando por Spirits of St. Louis. Al año siguiente fue traspasado a Kentucky Colonels, con los que permaneció hasta la desaparición de la liga. Esa temporada fue elegido para disputar el All-Star Game de dicha competición.

#### NBA
Al desaparecer la ABA, se produjo un draft de dispersión para recolocar a los jugadores de la extinta liga en equipos de la NBA, siendo Lucas elegido por Portland Trail Blazers. En la temporada 1976-77 lideró a su equipo en anotación, minutos jugados, tiros de campo, tiros libres y rebotes ofensivos, y junto con el All Star Bill Walton llevó a su equipo a la final de la Conferencia Oeste, barriendo a Lakers por 4 victorias a 0, presentándose en la Final de la NBA y ganándola ante Philadelphia 76ers, consiguiendo el único título de la franquicia hasta este momento.
Tras 4 años en Oregón, Lucas inició un recorrido por multitud de equipos, pasando por New Jersey Nets, New York Knicks, Phoenix Suns, Los Angeles Lakers, y Seattle SuperSonics, rindiendo en todos ellos a un muy alto nivel, sin bajar en ningún momento de los 17 puntos y 10 rebotes por partido, salvo en su penúltima temporada en Seattle, ya con 34 años. 
Regresó a Portland en 1987, para poner broche de oro a su dilatada carrera.

## Vida personal
Su hijo, David Lucas, jugó para la Oregon State University desde 2001 a 2005.

### Fallecimiento
Lucas fue intervenido de un cáncer de vejiga en abril de 2009.
Pero su salud siguió empeorando y finalmente el 31 de octubre de 2010, falleció en su casa de Portland, Oregón, como consecuencia del cáncer.
Tras su fallecimiento, los Blazers crearon el premio anual Maurice Lucas Award, para galardonar al jugador que mejor representase los valores de la franquicia, dentro y fuera de la pista.

## Logros y reconocimientos
- Campeón de la NBA en 1977.
- 5 veces All Star (1 en la ABA).
- Elegido en el mejor quinteto defensivo de la NBA en 1978.
- Elegido en el segundo mejor equipo de la NBA en 1978.
- Su dorsal #20 fue retirado por los Blazers en noviembre de 1988.[6]
- El 23 de agosto de 1997, en la celebración de la ABA's 30 Year Reunion, fue nombrado All-Time All-ABA Team junto con Julius Erving, Dan Issel, George Gervin, Rick Barry y Connie Hawkins.[7]